# Hermann Becker (Politiker, 1905)
Hermann Becker (* 8. April 1905 in Plauen; † 18. August 1981 in West-Berlin) war ein deutscher Bankkaufmann, Politiker (LDPD), Herausgeber der Thüringischen Landeszeitung und Opfer des Stalinismus.

## Leben
Hermann Becker war der Sohn des Kaufmanns Benno Becker und dessen Frau Ottilie, geborene Möller. Ab 1911 besuchte er die Höhere Bürgerschule in Plauen. Nachdem der Vater 1913 gestorben war, übersiedelte er 1914 nach Kassel, wo er ab 1915 die Oberrealschule II besuchte. Eine 1922 begonnene kaufmännische Lehre brach er im folgenden Jahr zugunsten einer Banklehre bei der Commerz- und Privat-Bank AG ab. Nach dem Abschluss ging er 1925 als Werkstudent nach Göttingen und 1926 nach Berlin, wo er neben dem Besuch der Universität auch Vorlesungen an der Hochschule für Politik hörte. Aufgrund der schwierigen wirtschaftlichen Lage musste er Ende 1926 sein Studium der Volkswirtschaft und Philosophie abbrechen und arbeitete ab 1927 bei der Commerzbank in Saalfeld/Saale.
Anfang 1929 wechselte er zur Deutschen Verkehrs-Kreditbank nach Erfurt. In Erfurt begann er sich politisch zu betätigen und trat der Radikaldemokratischen Partei bei, für die er 1932 erfolglos für den Reichstag kandidierte. Mit Beginn der Zeit des Nationalsozialismus zog er sich aus dem politischen Leben zurück, nachdem er 1933 kurzzeitig in Haft genommen worden war. 1935 heiratete Becker Charlotte Bode, 1936 wurde dem Ehepaar eine Tochter und 1941 ein Sohn geboren. In den Jahren 1939 bis 1943 leitete Becker die Bankfiliale in Erfurt, dann wurde seine UK-Stellung aufgehoben. Er wurde als Soldat nach Hersfeld kommandiert, wo er – zeitweise erkrankt – bis zur Einnahme des Ortes durch die US Army Anfang April 1945 stationiert war.

## Politisches Wirken
Hermann Becker schlug sich bei Kriegsende 1945 nach Erfurt durch, wo er sich an der Vertretung der deutschen Bevölkerung gegenüber den Amerikanern beteiligte. Nach der Besetzung Thüringens durch die Rote Armee gehörte er 1945 zu den Gründern der Liberal-Demokratischen Partei (LDP) in Erfurt und von deren Landes- und Zonen-Verband. Im Herbst 1945 gründete Hermann Becker zusammen mit anderen Verlegern die Thüringische Landeszeitung. Er organisierte in Erfurt den ersten gesamtdeutschen LDP-Parteitag 1946. Becker war im Vorstand des Zonen-Verbandes der LDP und im Gesamtvorstand der LDP-FDP Deutschlands. „Mit meiner politischen Tätigkeit vertrat ich die deutsche Bevölkerung gegenüber der SMAD und in zunehmendem Maße auch gegen die von ihr lancierte SED“. 1946 wurde er in den Thüringer Landtag gewählt und Vorsitzender der LDP-Fraktion. Becker trat in Parlamentsreden wiederholt für die Einhaltung rechtsstaatlicher Grundsätze ein und forderte eine größere Beteiligung der LDP an der Aufbauarbeit ein. Die LDP wandte sich gegen die in der SBZ praktizierte willkürliche Enteignung von Privatbetrieben und forderte für diese gleiche wirtschaftliche Bedingungen.
Die Sowjetische Militäradministration in Deutschland (SMAD) griff 1948 nachhaltig in die Personalpolitik der LDP ein. Vor dem Landesparteitag im Juli 1948 versuchte die SMAD Hermann Becker zum Rückzug aus dem Landesvorstand zu bewegen. Becker, der auch außerhalb seiner Partei sehr populär war, gab jedoch den Delegierten des Parteitages nach und wurde von diesen zum zweiten stellvertretenden Parteivorsitzenden gewählt. Wenige Tage nach dem Parteitag ließ er in der Thüringischen Landeszeitung eine Rede des Philosophieprofessors Hans Leisegang als Leitartikel drucken, in der dieser die Gewährung des gleichberechtigten Studiums aller Religionen und Weltanschauungen forderte.
Nach der Flucht des von der SMAD zum zentralen LDP-Vorsitzenden der SBZ vorgesehenen Alphons Gaertner wurde Hermann Becker wenige Tage später am 23. Juli 1948 – trotz zugesicherter Immunität – während einer Sitzungspause des Thüringer Landtags in Weimar von der sowjetischen Geheimpolizei des MWD verhaftet. Nach zwei Jahren Haft, überwiegend Einzelhaft im „U-Boot“ in Hohenschönhausen, wurde Becker 1950 unter anderem wegen des Vorwurfs der Verbreitung antisowjetischer Propaganda und Spionage per Fernurteil aus Moskau zu 25 Jahren Zwangsarbeit verurteilt. Er wurde Anfang August 1950 in ein Arbeitslager bei Workuta gebracht, wo er vier Jahre bleiben musste. Nach kürzeren Aufenthalten in zwei weiteren Lagern wurde Becker – nach dem Adenauerbesuch in der Sowjetunion – amnestiert und im Oktober 1955 nach West-Berlin entlassen. Seine Familie in Erfurt, zu der er über 7 Jahre keinen Kontakt gehabt hatte, folgte ihm nach.
Ende 1956 wurde Becker Geschäftsführer des Forschungsbeirats für Fragen der Wiedervereinigung des Bundesministeriums für Gesamtdeutsche Fragen. Dieser hatte wissenschaftlich kontinuierlich die Lage in der DDR für den Fall der Wiedervereinigung (Tag X) zu analysieren. Becker war auch Mitglied im Kuratorium Unteilbares Deutschland und Landesbeauftragter für Berlin im Königsteiner Kreis. Becker wurde zunehmend verzweifelt über die politische Lage, besonders nach dem Bau der Berliner Mauer 1961. Er blieb nach seiner Rückkehr nach Deutschland parteilos. Insbesondere lehnte er aufgrund seiner Erfahrungen die „neue Ostpolitik“ der FDP ab. 1971 ging Becker in den Ruhestand, 1975 wurde der Forschungsbeirat aufgelöst. Seine letzten Jahre verbrachte er mit privaten Studien zur deutschen Ostpolitik. Im Alter von 76 Jahren verstarb Hermann Becker in Westberlin.

## Würdigung
Im November 1993 erfolgte die Rehabilitierung Beckers durch den Obergerichtshof Russlands: „Es wurde erkannt, daß er der Spionage beschuldigt worden war, und daß sein Freiheitsentzug durch unbegründete politische Motive erfolgte.“ Mit dem Paragraph 3 des Gesetzes der Russischen Föderation über „Rehabilitierung der Opfer politischer Repressalien“ vom 18. Oktober 1991 wurde er rehabilitiert.
Die FDP-Landtagsfraktion würdigte Hermann Becker in Anwesenheit seiner Gattin, von Tochter und Sohn, 1993 am Rande der verfassunggebenden Versammlung des Thüringer Landtags auf der Wartburg in Eisenach.
Seit Anfang der 1990er Jahre laufende Bemühungen, eine Straße in Erfurt nach Hermann Becker zu benennen, blieben erfolglos.
Im August 2009 enthüllte die damalige Präsidentin des Thüringer Landtags Dagmar Schipanski im Foyer des Fraktionsgebäudes an der Wand gegenüber dem Ricarda-Huch-Spruch eine Gedenktafel mit den Worten: „Der Thüringer Landtag gedenkt aller verfolgter Politiker des Landes Thüringen 1945–1952“, unter denen folgende drei Politiker benannt und porträtiert sind: Hermann Becker (LDP), Hermann Brill (SPD) und Hugo Dornhofer (CDU).
Am 23. Juli 2013, am 65. Jahrestag der Verhaftung von Hermann Becker, benannte die FDP-Fraktion ihren Sitzungssaal im Thüringer Landtag in Erfurt feierlich „Hermann-Becker-Saal“. Nach Ausscheiden der FDP aus dem Landtag im Herbst 2014 übernahm die AfD-Fraktion den Raum und behielt dessen Namen und Würdigung mit Wandbild und kurzem Text bei. Seit ihrem Wiedereinzug in den Landtag 2019 wird der Hermann-Becker-Saal wieder durch die FDP genutzt.